# 斑麝鼩屬
斑麝鼩屬（斑麝鼩），哺乳綱、食蟲目 、鼩鼱科的一屬，而與斑麝鼩屬（斑麝鼩）同科的動物尚有長爪鼩屬（長爪鼩）、鼠鼩鼱屬（朗氏鼩鼱）、麝鼩屬（灰麝鼩）、鼠鼩屬（波爾鼠鼩鼱）等之數種哺乳動物。